# Benin na Mistrzostwach Świata w Lekkoatletyce 2022
Benin na Mistrzostwach Świata w Lekkoatletyce 2022 – reprezentacja Beninu podczas mistrzostw świata w Eugene liczyła 2 zawodniczki, które nie zdobyły żadnego medalu.

## Skład reprezentacji

### Kobiety

#### Lekkoatletyka
| Zawodniczka   | Konkurencja   | Elimincje | Elimincje | Półfinał | Półfinał | Finał | Finał   | Źródło      |
| Zawodniczka   | Konkurencja   | Wynik     | Pozycja   | Wynik    | Pozycja  | Wynik | Pozycja | Źródło      |
| ------------- | ------------- | --------- | --------- | -------- | -------- | ----- | ------- | ----------- |
| Noélie Yarigo | bieg na 800 m | 2:01,58   | 19. Q     | 2:01,52  | 22.      | NQ    | NQ      | [ 1 ] [ 2 ] |

Siedmiobój
| Zawodniczka       | Konkurencja | 100 m ppł | SW  | PK  | 200 m | SD  | RO  | 800 m | Wynik | Pozycja | Źródło |
| ----------------- | ----------- | --------- | --- | --- | ----- | --- | --- | ----- | ----- | ------- | ------ |
| Odile Ahouanwanou | Rezultat    | DNS       | DNS | DNS | DNS   | DNS | DNS | DNS   | DNS   | DNS     | [ 3 ]  |
| Odile Ahouanwanou | Punkty      | DNS       | DNS | DNS | DNS   | DNS | DNS | DNS   | DNS   | DNS     | [ 3 ]  |